# Pericoma sicula
Pericoma sicula és una espècie d'insecte dípter pertanyent a la família dels psicòdids que es troba a Nord-amèrica: la Colúmbia Britànica (el Canadà).